# عاشقانه‌های اداری. زمان ما
عاشقانه‌های اداری. زمان ما (روسی: Служебный роман. Наше время) یک فیلم سینمایی کمدی رمانتیک روسی-اوکراینی محصول سال ۲۰۱۱ به کارگردانی ساریک آندرئاسیان محصول سال ۲۰۱۱ که یک بازسازی فیلم ۱۹۷۲ شوروی به همین نام به کارگردانی الدار ریازانوف است.

## پذیرش انتقادی
این فیلم بیشترین نقدهای منفی را در رسانه‌های روسیه گرفت.